# Juan Anchieta
Juan de Anchieta, (ur. ok. 1540, zm. 1588) – hiszpański rzeźbiarz doby renesansu i autor dekoracji. Nie należy mylić go z innym Juanem de Ancheta, XV-wiecznym kompozytorem.
Zasłynął jako twórca głównych ołtarzy w kościołach (m.in. w Zumaya, Asteazu). Jego dzieła wykonane w drewnie i alabastrze zdobiły kościoły na terenie dzisiejszego Kraju Basków, La Rioja i Aragonii.
Prawdopodobnie studiował we Włoszech, gdyż jego dzieła zdradzają wpływ włoskich mistrów takich  jak Michał Anioł, jednak nie potwierdzają tego żadne źródła. Około 1565 r. przybywał w Valladolid. Uważa się, że wkrótce potem udał się do Briviesca aby pomagać Gasparowi Becerra przy nastawie ołtarzowej dla kościoła w konwencie Santa Clara. Styl Anchety wykazuje wpływ manieryzmu Becerra połączonego z klasycyzmem rzeźb z Rzymu.
Możliwe, że pracował z Becerrą także w 1558 r. przy ołtarzu w katedrze w Astordze. Później pracował w okolicach Valladolid i Burgos. Rzeźbiarz Juan de Juni w swoim testamencie wyznaczył go jako jedynego artystę, który może dokończyć jego ołtarz Santa María de Mediavilla w Medina de Rioseco (jednak pracę tę wykonał Esteban Jordán).
W 1571 r. wykonał figury dla ołtarza w kaplicy Archaniołów Michała, Gabriela i Rafaela w Katedrze w Saragossie, zlecone przez bogatego finansistę Gabriela Zaporta.
W latach 1575-78 pracował w Kaplicy Trynitarskiej w Katedrze w Jaca, do której wykonał figurę Boga Ojca inspirowaną Mojżeszem Michała Anioła.
Około 1577 r. wykonał dla Katedry w Pampelunie rzeźbę Chrystusa ukrzyżowanego uważaną za jedno z najważniejszych przedstawień ukrzyżowania z XVI wieku.
Jego uczniem był pochodzący z Nawarry Pedro González de San Pedro.